# Венгер Ігор Касянович
Ігор Касянович Венгер (нар. 11 січня 1951, м. Тернопіль) — український вчений, доктор медичних наук (1997), професор (1999), судинний хірург, завідувач кафедри хірургії № 2 Тернопільського національного медичного університету імені І. Я. Горбачевського.

## Життєпис
Закінчив у 1974 році Тернопільський державний медичний інститут.
1974—1979 — ординатор—хірург Борщівської центральної районної лікарні.
1979—1984 — лікар—хірург, завідувач хірургічного відділення Тернопільської обласної клінічної лікарні.
З 1984 року працює у Тернопільському медичному університеті: асистент кафедри госпітальної хірургії, доцент (1991), професор (1999).
У 1987 році на базі Тернопільської обласної клінічної лікарні створено відділення судинної хірургії, Венгер Ігор Касянович був призначений його куратором .
З 2015 року — завідувач кафедри хірургії №2 Тернопільського національного медичного університету ім. І.Я. Горбачевського.

## Наукова діяльність
У 1987 році Венгер І. К. захистив кандидатську дисертацію на тему «Вікові аспекти хірургії холециститу», у 1997 році — докторську дисертацію «Методи попередження тромбозу алошунта (протеза) при реконструкції атеросклеротичного ураження аорто-стегнового сегменту».
Наукові інтереси: розроблена хірургічна тактика при оперативному лікуванні багатоповерхових атеросклеротичних оклюзій аорти та магістральних артерій нижніх кінцівок, вибір об'єму реконструкцій артерій при критичній ішемії нижніх кінцівок, розроблення методів попередження тромботичних ускладнень реконструйованого артеріального сегменту, корекція реперфузійного синдрому при хірургічному лікуванні атеросклеротичних оклюзій магістральних артерій, застосування непрямих методів реваскуляризації при хронічній критичній ішемії нижніх кінцівок, хірургічна корекція хронічної венозної недостатності при посттромбофлебітичному синдромі, вибір об'єму та послідовності хірургічного лікування при одночасному атеросклеротичному ураженні сонних артерій та магістральних артерій нижніх кінцівок.
За вказаними напрямками наукового пошуку готує кандидатів та докторів наук.
Є автором 34 патентів на корисну модель.
Опубліковано 262 наукові праці, в тому числі монографії «Попередження тромбозу алошунта/протеза після реконструкції аорти та магістральних артерій» (1997 р) і «Поєднана атеросклеротична оклюзія екстракраніальних артерій та термінального відділу черевної аорти» (2005 р.).
Є співавтором 3 підручників: «Шпитальна хірургія» (1999 р.), «Клінічна хірургія» (2000 р.), «Хірургія» (2011 р.); та 3 посібників: «Невідкладна хірургія» (2000 р.), «Клінічна флебологія» (2006 р.), «Венозні тромбози та їх ускладнення» (2011 р.).
Член Асоціації судинних хірургів і флебологів України і Асоціації хірургів України.